# One, Two, Two: 122, rue de Provence
One, Two, Two: 122, rue de Provence je francouzský hraný film, který v roce 1978 natočil režisér Christian Gion. Název film je odvozen od luxusního nevěstince One, Two, Two, který se nacházel v Paříži v ulici Rue de Provence č. 122.

## Děj
Film zachycuje osudy pařížského nevěstince a jeho návštěvníků ve 30. letech 20. století.

## Obsazení
| Francis Huster      | Paul             |
| Jacques François    | Bouillaud-Crevel |
| Henri Guybet        | Marcel Jamet     |
| Catherine Alric     | komtesa          |
| Sophie Deschamps    | Clarisse         |
| Nicole Seguin       | Doriane          |
| Anicée Alvina       | Judith           |
| Catherine Serre     | Liza             |
| Michel Peyrelon     | Carbone          |
| Jean-François Dupas | inspektor Bonny  |